# Robert Knepper
Robert Lyle Knepper (Fremont, 8 luglio 1959) è un attore statunitense.
Noto per aver interpretato Theodore "T-Bag" Bagwell nella serie TV Prison Break.

## Biografia
Figlio di un veterinario, Robert Lyle Knepper nasce a Fremont, Ohio e trascorre la sua infanzia a Maumee, cittadina vicina a Toledo, Ohio in una fattoria vicino al Maumee River. All'età di 9 anni inizia a recitare in produzioni teatrali locali a cui sua madre partecipava come costumista e scenografa durante il periodo estivo. Si diploma nel 1977 alla Maumee High School, studia arte drammatica alla Northwestern University, abbandonando gli studi durante l'ultimo anno di Università per trasferirsi a Chicago, dove lavora diversi anni come attore professionista in teatro. Nel 1982 è premiato con il Joseph Jefferson Award come protagonista in Class Enemy al Next Theatre di Chicago. Si trasferisce poi a New York continuando a recitare in teatro in varie produzioni e lavorando come cameriere in un ristorante. Studia recitazione con Bill Esper, il cui metodo è basato sulla tecnica Meisner che si concentra soprattutto sull'improvvisazione e la componente emozionale del momento scenico.
Nel 1986 ottiene il suo primo ruolo cinematografico nel film Così è la vita e nella serie televisiva The Paper Chase. Partecipa come guest star a numerose serie TV e film TV come Star Trek: The Next Generation, Star Trek: Voyager, Law & Order - I due volti della giustizia, La signora in giallo, E.R. - Medici in prima linea, CSI: Miami, Law & Order: Criminal Intent. Nel 1996 ottiene un piccolo ruolo in Tutti dicono I Love You, di Woody Allen, in cui interpreta il marito di Julia Roberts. Nel 2001 interpreta Robert F. Kennedy nel film tv Jackie, Ethel, Joan: The Women of Camelot. Knepper viene particolarmente colpito dal ruolo, sviluppando da quel momento un grandissimo interesse per Bob Kennedy. Nel 2003 la sua carriera ha la prima significativa svolta. Viene scelto come interprete ricorrente in Carnivàle, prodotto dalla HBO, riconfermato nella seconda stagione dello show nel 2005. Nello stesso anno viene chiamato da George Clooney, impressionato dalla loro breve collaborazione in E.R. nel 1998, per interpretare Don Surine in Good Night, and Good Luck.. Sempre nel 2005 lavora con Bruce Willis in Hostage.
Nonostante i primi piccoli veri successi dopo una lunga gavetta, Knepper si trova in difficoltà e decide di trovarsi un altro lavoro per sostenere la sua famiglia. Fa quindi domanda per diventare Park Ranger, non avendo la laurea per poter insegnare recitazione in Università. Nello stesso periodo partecipa a un'audizione per un nuovo show della Fox: Prison Break. Non ha le caratteristiche fisiche per il personaggio richiesto, ma impressiona così tanto gli sceneggiatori con le sue idee, che viene immediatamente scritturato per il ruolo di Theodore "T-Bag" Bagwell. Lo show diventa in poco tempo un fenomeno mondiale e il suo personaggio viene proclamato un'icona della TV americana. Knepper diventa un attore fisso nella serie e le sue idee, la sua capacità interpretativa e la sua abilità nell'imitazione di accenti, lo portano finalmente al successo.
Viene chiamato nel 2007 per un ruolo in Hitman - L'assassino, adattamento del videogioco omonimo, diretto da Xavier Gens. Nel 2008 Luc Besson lo vuole in Transporter 3 accanto a Jason Statham. Grazie al suo aspetto e la sua interpretazione in Prison Break, diventa un volto noto nei ruoli di antagonista nell'immaginario dei fan. Nel 2009, la NBC lo sceglie per interpretare Samuel Sullivan in Heroes, sperando di poter salvare la serie anche grazie al suo contributo, ma i bassi ascolti portano alla sua definitiva cancellazione. Nonostante il flop, Knepper continua a lavorare come guest star in numerosi telefilm come Criminal Minds, Shameless, Stargate Universe, Mob City di Frank Darabont come personaggio fisso, Hawaii Five-0, The Blacklist, Arrow, Cult.
Nel 2011 torna nei panni di Theodore T-Bag Bagwell, in una puntata speciale de I signori della fuga, in cui si chiude il capitolo di uno dei serial killer più amati della televisione. Nel 2012 fa un piccolo cameo nel film francese Cloclo in cui interpreta Frank Sinatra. Partecipa inoltre a numerosi film come Ultimatum alla terra, Code Name: Geronimo, prodotto dalla National Geographic, R.I.P.D. - Poliziotti dall'aldilà, Percy Jackson e gli dei dell'Olimpo - Il mare dei mostri, in cui doppia Kronos. Nel dicembre 2013 la Lionsgate annuncia la sua partecipazione a Hunger Games - Il canto della rivolta - Parte 1 e Parte 2 con il ruolo di Antonius. Nel 2017 torna a ricoprire il ruolo di Theodore ''T-Bag'' Bagwell nei 9 episodi di Prison Break, affiancato dagli altri storici personaggi della serie.

## Filmografia

### Attore

#### Cinema
- Così è la vita (That's Life!), regia di Blake Edwards (1986)
- Wild Thing, regia di Max Reid (1987)
- Accadde in paradiso (Made in Heaven), regia di Alan Rudolph (1987)
- D.O.A. - Dead on Arrival (D.O.A.), regia di Annabel Jankel e Rocky Morton (1988)
- Faccia di rame (Renegades), regia di Jack Sholder (1989)
- Young Guns II - La leggenda di Billy the Kid (Young Guns II), regia di Geoff Murphy (1990)
- Deserto di Laramie (Gas, Food Lodging), regia di Allison Anders (1992)
- I dannati di Hollywood (Where the Day Takes You), regia di Marc Rocco (1992)
- Quando il ramo si spezza (When the Bough Breaks), regia di Michael Cohn (1994)
- Under Heat, regia di Peter Reed (1994)
- Cerca e distruggi (Search and Destroy), regia di David Salle (1995)
- Dead of Night, regia di Kristoffer Tabori (1996)
- Jaded, regia di Caryn Krooth (1996)
- MugShot, regia di Matt Mahurin (1996)
- Tutti dicono I Love You (Everyone Says I Love You), regia di Woody Allen (1996)
- The Stringer, regia di Paweł Pawlikowski (1998)
- Phantoms, regia di Joe Chappelle (1998)
- Love & Sex, regia di Valerie Breiman (2000)
- Lady in the Box, regia di Christian Otjen (2001)
- Swatters, regia di Irving Schwartz (2002)
- Topa Topa Bluffs, regia di Eric Simonson (2002)
- Hostage, regia di Florent Emilio Siri (2005)
- Good Night, and Good Luck., regia di George Clooney (2005)
- Hitman - L'assassino (Hitman), regia di Xavier Gens (2007)
- Transporter 3, regia di Olivier Megaton (2008)
- Ultimatum alla Terra (The Day the Earth Stood Still), regia di Scott Derrickson (2008)
- Burning Daylight, regia di Sanzhar Sultanov (2010)
- Cloclo, regia di Florent Emilio Siri (2012)
- Code Name: Geronimo (Seal Team Six: The Raid on Osama Bin Laden), regia di John Stockwell (2012)
- Ultime ore della Terra (Earth's Final Hour), regia di W.D. Hogan (2012)
- R.I.P.D. - Poliziotti dall'aldilà (R.I.P.D.), regia di Robert Schwentke (2013)
- Hunger Games - Il canto della rivolta - Parte 1 (The Hunger Games: Mockingjay - Part 1), regia di Francis Lawrence (2014)
- Ride - Ricomincio da me (Ride), regia di Helen Hunt (2014)
- Hunger Games - Il canto della rivolta - Parte 2 (The Hunger Games: Mockingjay - Part 2), regia di Francis Lawrence (2015)
- The Hoarder, regia di Matt Winn (2015)
- Jack Reacher - Punto di non ritorno (Jack Reacher: Never Go Back), regia di Edward Zwick (2016)
- Senza tregua 2 (Hard Target 2), regia di Roel Reiné (2016)
- S.W.A.T. (Te jing dui), regia di Ding Sheng (2019)
- Redemption Day, regia di Hicham Hajji (2021)
- WarHunt, regia di Mauro Borrelli (2021)
- Lena e Snowball, regia di Brian Herzlinger (2021)
- Mindcage - Mente criminale (Mindcage), regia di Mauro Borelli (2022)

#### Televisione
- Star Trek: The Next Generation – serie TV, episodio 1x10 (1987)
- Ai confini della realtà (The Twilight Zone) – serie TV, episodio 2x15 (1989)
- Perry Mason: Scandali di carta (Perry Mason: The Case of the Fatal Fashion), regia di Christian I. Nyby II – film TV (1991)
- Red Shoe Diaries – serie TV, episodio 1x03 (1992)
- La signora in giallo (Murder, She Wrote) – serie TV, episodi 9x10-10x20-12x17 (1993-1996)
- Law & Order - I due volti della giustizia (Law & Order) – serie TV, episodio 6x02 (1995)
- New York Undercover – serie TV, episodio 2x06 (1995)
- Le mie guardie del corpo (The Undercover Kid), regia di Linda Shayne – film TV (1996) - voce
- E.R. - Medici in prima linea (ER) – serie TV, episodio 4x16 (1998)
- Star Trek: Voyager – serie TV, episodio 6x07 (1999)
- Profiler - Intuizioni mortali (Profiler) – serie TV, episodio 4x19 (2000)
- Nikita – serie TV, episodio 4x18 (2000)
- West Wing - Tutti gli uomini del Presidente (The West Wing) – serie TV, episodio 2x15 (2001)
- Law & Order: Criminal Intent – serie TV, episodio 1x09 (2001)
- La famiglia Kennedy (Jackie, Ethel, Joan: The Women of Camelot), regia di Larry Shaw – film TV (2001)
- Thieves – serie TV, 10 episodi (2001)
- Fantasmi (Haunted) – serie TV, episodio 1x01 (2002)
- Minatori in trappola (The Pennsylvania Miners' Story), regia di David Frankel – film TV (2002)
- Presidio Med – serie TV, 5 episodi (2002-2003)
- Carnivàle – serie TV, 12 episodi (2003-2005)
- Species III, regia di Brad Turner – film TV (2004)
- CSI: Miami – serie TV, episodio 3x11 (2004)
- Point Pleasant – serie TV, episodio 1x05 (2005)
- Prison Break – serie TV, (2005-2017)
- Prison Break: The Final Break, regia di Kevin Hooks e Brad Turner – film TV (2009)
- Heroes – serie TV, 19 episodi (2009-2010)
- Chase – serie TV, episodio 1x03 (2010)
- Criminal Minds – serie TV, episodio 6x08 (2010)
- Stargate Universe – serie TV, 6 episodi (2010)
- Shameless – serie TV, episodi 1x06-1x07 (2011)
- I signori della fuga (Breakout Kings) – serie TV, episodio 1x03 (2011)
- Ultime ore della Terra (Earth's Final Hour), regia di W.David Hogan – film TV (2012)
- Cult – serie TV, 13 episodi (2013)
- Mob City – serie TV, 6 episodi (2013)
- The Blacklist – serie TV, episodio 1x05 (2013)
- Hawaii Five-0 – serie TV, episodi 4x13-5x18 (2014-2015)
- Arrow – serie TV, episodio 2x14 (2014)
- The Flash – serie TV, episodio 1x07 (2014)
- Chicago Fire – serie TV, episodio 3x13 (2015)
- Chicago P.D. – serie TV, episodio 2x13 (2015)
- Texas Rising – miniserie TV, episodi 1x02-1x03-1x05 (2015)
- NCIS - Unità anticrimine (NCIS) – serie TV, episodio 13x02 (2015)
- Public Morals – serie TV, 4 episodi (2015)
- American Horror Story – serie TV, episodio 5x05 (2015)
- iZombie – serie TV,  30 episodi (2015-2019)
- Dal tramonto all'alba - La serie (From Dusk till Dawn: The Series) – serie TV, episodi 3x08-3x10 (2016)
- Homeland - Caccia alla spia (Homeland) – serie TV, 4 episodi (2017)
- Twin Peaks – serie TV, 6 episodi (2017)
- The Orville – serie TV, episodio 1x04 (2017)
- Dating Game Killer, regia di Peter Medak – film TV (2017)

### Doppiatore
- Men in Black – serie animata, episodio 1x11 (1998)
- Turok: Son of Stone, regia di Curt Geda, Dan Riba e Frank Squillace (2008)
- Prison Break: The Conspiracy – videogioco (2010)

## Teatro
- A Little Night Music – Northwestern (1977)
- The Ruling Class – Northwestern (1979)
- The Merchant of Venice – Northwestern (1979-1980)
- Ties – Chicago (Victory Gardens) (1981)
- Class Enemy – Evanston (Next) (1981)
- Lakeboat – Chicago (Goodman) (1982)
- The Life and Adventures of Nicholas Nickleby – Chicago (1982)
- Dark of the Moon – Sarasota (1983)
- Life Signals – Sarasota (1983)
- Sherlock Holmes – Sarasota (1983)
- The Philanthropist – New York (Stage 73) (1983)
- Savage Amusement – New York (1984)
- Romance – New York (Young Playwrights Festival) – (Joseph Papp Public Theater/Martinson Hall) (1984)
- The Person I Once Was – Louisville (1984)
- The Very Last Lover of the River Cane – Louisville (Theatre of Louisville) (1985)
- Available Light – Louisville (Theatre of Louisville) (1985)
- Groves of Academe – Cluj (Romania) (1985)
- A Midsummer Night's Dream – New York (New York Shakespeare Festival) (1987)
- Romeo and Juliet – New York (1988)
- The Legend of Oedipus – Williamstown (Williamstown Theatre Festival) (1988)
- Les Liaisons Dangereuses – Williamstown (Williamstown Theatre Festival) (1988)
- Nebraska – La Jolla (1989)
- Ice Cream With Hot Fudge – New York (1990)
- Bobby, Can You Hear Me? – Waterford (1990)
- Buster Comes Through – Waterford (1990)
- Lake No Bottom – New York (1990)
- Dinosaur Dreams – Waterford (1991)
- Home Grown – Waterford (1991)
- Orestes – Los Angeles (1992)
- Salomé – New York (1992)
- Pal Joey – Boston (1992)
- Sweet Bird of Youth – London (UK) (1994)
- Pride's Crossing – San Diego (1997)
- The Summer Moon – Seattle (1998)

## Doppiatori italiani
Nelle versioni in italiano delle opere in cui ha recitato, Robert Knepper è stato doppiato da:
- Loris Loddi in Prison Break, Prison Break: The Final Break, I signori della fuga, R.I.P.D. - Poliziotti dall'aldilà, Cult, Jack Reacher - Punto di non ritorno, Homeland - Caccia alla spia, The Orville
- Mino Caprio in Hitman - L'assassino, CSI: Miami, Chicago Fire, Chicago P.D.
- Pasquale Anselmo in Profiler - Intuizioni mortali, Shameless, Ride
- Gianluca Iacono in Law & Order: Criminal Intent, The Hoarder
- Franco Mannella in Heroes, Twin Peaks
- Simone Mori in Phantoms, Species III
- Francesco Prando in Hostage, Transporter 3
- Carlo Valli in Arrow, The Flash
- Massimo Rinaldi in Così è la vita
- Francesco Pannofino in Accadde in paradiso
- Fabio Boccanera in DOA - Cadavere in arrivo
- Marco Mete in Faccia di rame
- Maurizio Romano ne La signora in giallo (ep. 9x10, 10x20)
- Mauro Gravina ne La signora in giallo (ep. 12x17)
- Gianluca Tusco in Tutti dicono I Love You
- Francesco Meoni in E.R. - Medici in prima linea
- Massimo Lodolo in Minatori in trappola
- Nino D'Agata in West Wing - Tutti gli uomini del Presidente
- Saverio Indrio in Carnivàle
- Massimo Bitossi in Point Pleasant
- Angelo Maggi in Chase
- Luca Biagini in Criminal Minds
- Marco Balzarotti in Ultime ore della Terra
- Antonio Sanna in Hawaii Five-0
- Mario Bombardieri in Ultimatum alla Terra
- Paolo Buglioni in Senza tregua 2
- Mario Scarabelli in Code Name: Geronimo
- Oliviero Corbetta in Edge of Fear
- Stefano Thermes in The Blacklist
- Luciano Roffi in NCIS - Unità anticrimine
- Alessandro Messina in Texas Rising
- Mario Cordova in American Horror Story
- Stefano De Sando in iZombie
- Dario Oppido in Mindcage - Mente criminale